# Auckland Grammar School

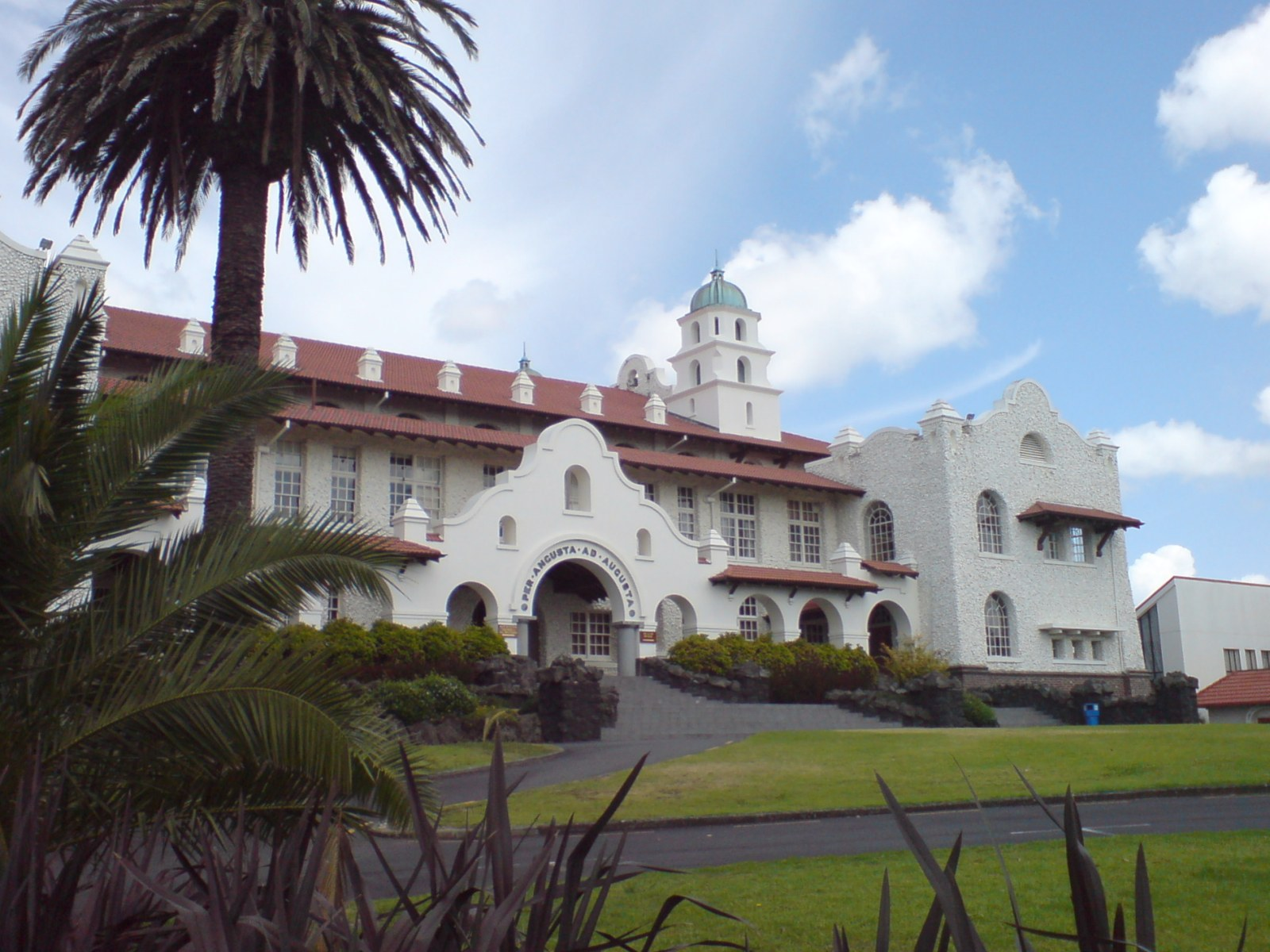
Auckland Grammar School

Auckland Grammar School este un liceu de stat pentru băieți în capitala Noii Zeelande, Auckland. Ciclul de învățământ cuprinde clasele a IX-a — a XIII-a. Liceul găzduiește un număr limitat de elevi în cadrul unui internat situat într-o clădire adiacentă. Această instituție este una dintre cele mai mari școli din Noua Zeelandă.